# Franklin hurrikán (2005)
A Franklin vihar egy trópusi vihar volt 2005-ben a karibi térségben, mely érintette a Bahama-szigeteket, Bermudát és Új-Fundlandot. A Saffire–Simpson skálán a „trópusi vihar” besorolást kapta mivel alig érte el a 110 km/h szélsebességet.
A vihar július 21-én alakult ki a Bahamákon, július 26-án elérte a Bermuda-szigetet, és végül július 30-án Új-Fundland partjainál végleg szétoszlott.
Köszönhetően az előrejelző rendszereknek, a hatóságoknak és a lakosságnak, halálos áldozatot nem követelt, és anyagi kár sem keletkezett.
- A Franklin vihar útvonala